# Сиксика 146
Сиксика 146 (англ. Siksika 146) — индейская резервация алгонкиноязычного индейского племени сиксиков, входившего в конфедерацию черноногих. Находится на юге канадской провинции Альберта.

## История
В середине сентября 1877 года представители канадского правительства прибыли на территорию племени сиксиков для заключения договора с народами канадских прерий. Губернатор Дэвид Лэйрд изложил условия предлагаемого договора и обрисовал существующую ситуацию. Он рассказал о том, что через несколько лет бизоны исчезнут и кочевая жизнь индейцев изменится, аборигены прерий должны были позволить белым жить на их землях, взамен им будет выделены резервации и оказана помощь в ведении сельского хозяйства. Вождь сиксиков Воронья Стопа хотел, чтобы все черноногие Канады жили в одной резервации, вдоль реки Боу, но лидеры кайна и северных пиеганов не поддержали это решение, они решили остаться на своих исторических землях, расположенных южнее.
Воронья Стопа попросил выделить землю для своего народа вблизи Блэкфут-Кроссинг и оттуда далее на восток в сторону равнин, где бродили бизоны. В результате территория резервации образовала узкий участок земли шириной в 6,5 км, начинавшийся от точки в 32 км вверх по течению от Блэкфут-Кроссинг, и тянувшийся приблизительно на 322 км вниз по реке Боу до места её слияния с рекой Ред-Дир.

## География
Резервация расположена в 87 километрах к югу-востоку от города Калгари, её площадь составляет 696,56 км². Сиксика 146 является второй по площади индейской резервацией Канады. На территории резервации расположен исторический парк Блэкфут-Кроссинг.

## Демография
В 2001 году в резервации проживало 2767 человек. Плотность населения была 4 человека на квадратный километр. В 2011 году численность населения Сиксика 146 составила 2972 человека.